# HSL (kleurruimte)
HSL (of HLS, van het Engelse: Hue, Saturation, Lightness) is een kleurruimte die gebruikt wordt om kleuren te definiëren, en om om te zetten van/naar RGB-kleuren. De term 'Lightness' wordt soms verwisseld met 'Luminance' of 'Intensity'. Dit laatste geeft de afkorting HSI, waarmee dus ditzelfde systeem wordt bedoeld. HSV (=HSB) is een ander kleursysteem met een vergelijkbare opzet en gebruik.

## Drie dimensies

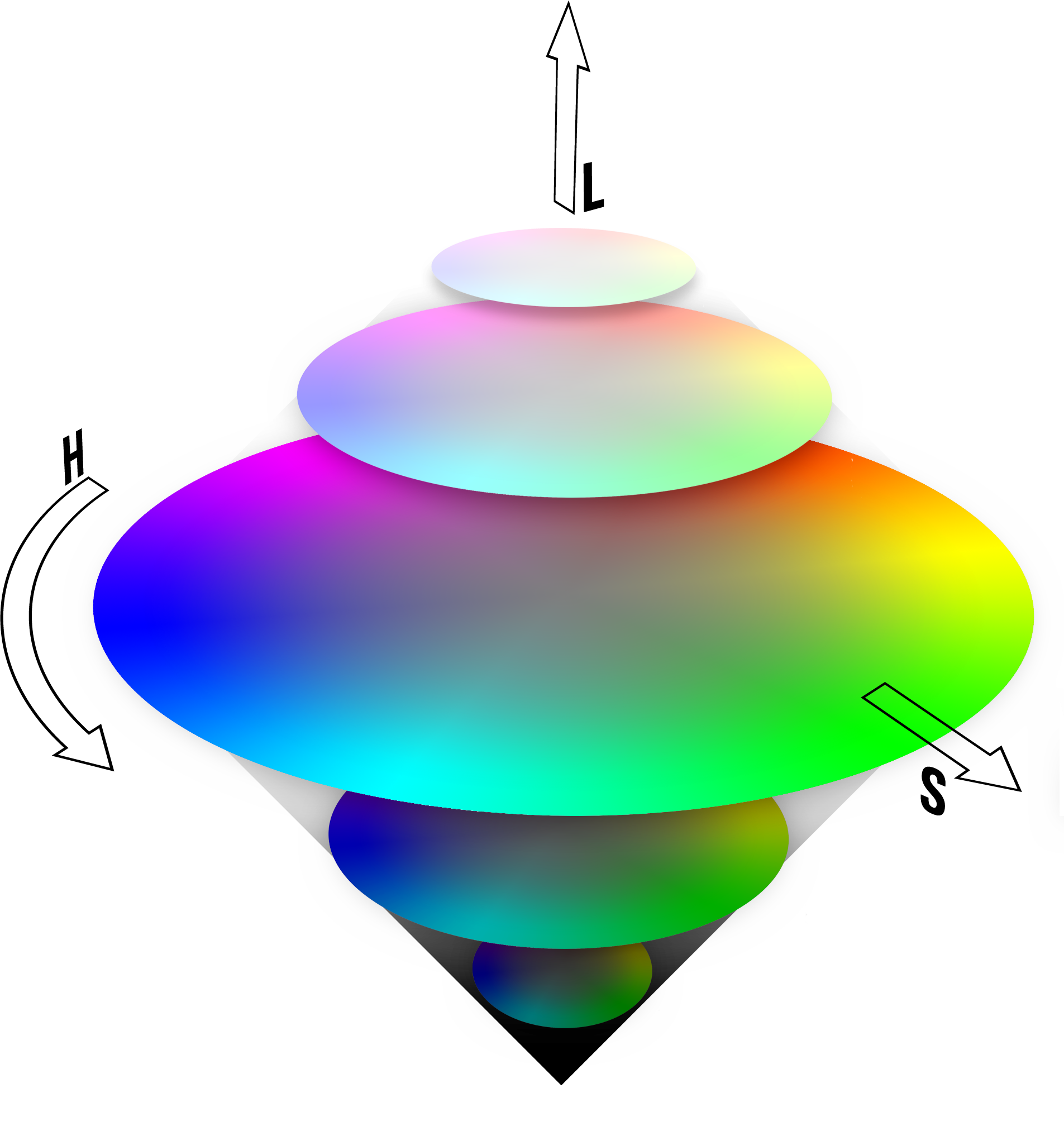
3D-kleurenkegel

Het weergeven van kleuren met de drie dimensies, zoals in HSL, levert een driedimensionaal model op (vandaar: ruimte) waarin elke kleur een eigen punt heeft. Zo is de RGB-kleurruimte een kubus, met op elke kleur-as Rood, Groen, Blauw een intensiteit van die kleur (0-100%, of hexadecimaal 00-FF). De HSL-ruimte heeft de vorm van een dubbele kegel. De twee toppen vertegenwoordigen zwart en wit.
De dimensies zijn:
- Hue (Nederlands: tint), is wat we gewoonlijk 'kleur' noemen.

In het HSL-model is de kleur uitgezet in een cirkelvorm om de centrale as. Het aantal graden geeft eenduidig een tint aan. Een volle omgang van 360° over zo'n cirkel doorloopt precies de kleuren van de regenboog.
- Saturation (Nederlands: verzadiging).

De verzadiging wordt aangegeven als de afstand tot de centrale as, in procenten (100% = de buitenrand halverwege; 0% is de centrale as, die alleen maar grijs is).
- Lightness (Nederlands: helderheid, lichtheid, grijsheid) is de licht/donkerheid van een kleur, lopend van zwart naar wit.

Deze maat wordt aangegeven op de centrale as van het model, in procenten (100% = de witte top).

## Omzetting van RGB naar HSL
Voor deze omzetting geldt het volgende:
- De RGB-kleuren R, G, B hebben elk een waarde in het bereik [0, 1] (dus delen door 255).
- MAX en MIN zijn respectievelijk maximum en minimum van deze drie waarden (R, G, B).

- De drie waarden in H, S, L zijn dan als volgt te bepalen:

{\displaystyle H=\left\{{\begin{matrix}\left(0+{\frac {G-B}{MAX-MIN}}\right)\times 60,&{\mbox{ als }}R=MAX\\\left(2+{\frac {B-R}{MAX-MIN}}\right)\times 60,&{\mbox{ als }}G=MAX\\\left(4+{\frac {R-G}{MAX-MIN}}\right)\times 60,&{\mbox{ als }}B=MAX\end{matrix}}\right.}
{\displaystyle L={\frac {MAX+MIN}{2}}\ }
{\displaystyle S={\frac {MAX-MIN}{MAX+MIN}}\ {\mbox{ als }}L<{\tfrac {1}{2}}}
{\displaystyle S={\frac {MAX-MIN}{2-(MAX+MIN)}}\ {\mbox{ als }}L\geq {\tfrac {1}{2}}}
De resulterende waarden zijn H (∈ [0, 360]; of vaker rond = modulo 360), S en L (ieder ∈ [0, 1]).
Bijzondere uitkomsten: (Vooraf, voor correcte doorloop functies.) 
Als MAX = MIN, dan geldt S = 0. Dit is een grijskleur, waarin geen tint (H) zichtbaar is. Dit kan dan elke tint zijn zonder effect.
Als MAX = 0 dan geldt L = 0. Dit is zwart, en zowel tint als verzadiging hebben geen effect. 'Er is maar één kleur zwart'.

## Omzetting van HSL naar RGB
De omzetting in deze richting verloopt als volgt:
- Een HSL-kleur heeft de waarden H ∈ [0, 360], S ∈ [0, 1] en L ∈ [0, 1].
- De RGB-waarden R, G en B zijn dan als volgt te bepalen:

{\displaystyle H_{i}=\left\lfloor {\tfrac {H}{60}}\right\rfloor }
{\displaystyle f=\left({\tfrac {H}{60}}-H_{i}\right)\times 2-1}
{\displaystyle span=\left\{{\begin{matrix}S\times L,&{\mbox{ als }}L<{\tfrac {1}{2}}\\S\times (1-L),&{\mbox{ als }}L\geq {\tfrac {1}{2}}\\\end{matrix}}\right.}
{\displaystyle {\begin{array}{rl}p&=L+span\\q&=L+f\times span\\t&=L-span\\u&=L-f\times span\\\end{array}}}
En gebruik dan de volgende tabel voor toekenning van RGB-waarden:
| Hi | R | G | B |
| -- | - | - | - |
| 0  | p | q | t |
| 1  | u | p | t |
| 2  | t | p | q |
| 3  | t | u | p |
| 4  | q | t | p |
| 5  | p | t | u |
R, G en B zijn ∈ [0, 1]. Dit kan eenvoudig worden omgezet naar 24-bits RGB door elke waarde te vermenigvuldigen met 255.

## Vergelijking van HSL en HSV/HSB
De definitie van de H-waarde is identiek. De begrippen Saturation zijn verschillend (hoewel wel met hetzelfde woord); de derde component is verschillend en heeft een andere naam: Lightness versus Value.
HSL komt in het gebruik sterk overeen met HSV/HSB. HSL heeft een (nog) betere weergave van en onderscheid tussen de menselijke begrippen 'verzadiging' en 'helderheid'. Daarom ook wordt HSL verkozen door ontwerpers en kunstenaars.
- Computertoepassingen die HSL gebruiken:
  - Inkscape (vanaf versie 0.42)
  - Paint Shop Pro
  - Windows kleurkiezer systeemkleuren
  - De CSS3 specificatie

- Computertoepassingen die HSV/HSB gebruiken zijn:
  - Adobe graphic applications (Illustrator, Photoshop en andere)
  - GIMP
  - Apple Mac OS X kleurkiezer systeemkleuren
  - Xara Xtreme

## Voorbeelden
| RGB (×100%) | RGB (dec)       | HSL            | HSV/HSB       | Resultaat |
| ----------- | --------------- | -------------- | ------------- | --------- |
| (1; 0; 0)   | (255; 0; 0)     | (0°; 1; 12)    | (0°; 1; 1)    |           |
| (12; 1; 12) | (127; 255; 127) | (120°; 12; 34) | (120°; 12; 1) |           |
| (0; 0; 12)  | (0; 0; 127)     | (240°; 12; 14) | (240°; 1; 12) |           |

primaire kleur · secundaire kleur · tertiaire kleur · complementaire kleur · kleurencirkel · partitieve kleurmenging · kleurcontrast · kleurtemperatuur

kleurcodering · kleurruimte · CIELAB · CMYK · HSL/HLS · HSV/HSB · HTML-kleuren · NCS · Pantone PMS · RAL · RGB · YIQ · YUV · YPbPr